# Sin Suối Hồ
Sin Suối Hồ là một xã thuộc huyện Phong Thổ, tỉnh Lai Châu, Việt Nam.
Xã Sin Suối Hồ có diện tích 91.05 km², dân số năm 1999 là 2445 người, mật độ dân số đạt 27 người/km².
Theo Bản đồ 1:50.000 tờ F-48-28-C và "Danh mục địa danh dân cư... lập bản đồ tỉnh Lai Châu" và nhiều văn liệu khác thì tên xã là Sin Súi Hồ.